# يان لويد (مصور)
يان لويد (بالإنجليزية: Ian Lloyd)‏ هو مصور أسترالي وكندي، ولد في 2 مارس 1953 في ميدلاند في كندا.